# 瘀血
瘀血・淤血（おけつ）とは、伝統中国医学において、鬱血や血行障害など、血の流れの滞り、またはそれによって起きる様々な症状や疾病を指す言葉である。

## 概要
東洋医学では流れが悪く滞りがちな血液を「瘀血（おけつ）」と呼んでいる。（瘀とは「停滞」という意味で、文字通り血が滞ったり、血の流れが悪く、よどんだ状態を指す。瘀血になった血液は正常な状態に比べて粘度が強くなっていて、流れが悪くなっている。
東洋医学の解説書などにはよく「ふる血」や「汚れた血」などと解説してあり、また、瘀が特殊な字で、「悪血」と書かれることもあるため、いわゆる「どろどろの血液」を連想する人が多いが、そうではなく、血の流れが悪くなることによって血が新鮮さを失い、それによって起きる不定愁訴や疾病を指している。
俗に「血の道」と呼ばれる月経不順などが代表的なものだが、冷えやのぼせ、こりや痛み、現代医学における高血圧や低血圧、貧血、脳血管障害、虚血性心疾患、痔疾なども瘀血が原因になることが多いとされている。
痛みには5つの特徴がある。
- 針やナイフのような痛み
- 痛みの場所が固定されている
- 夜間痛がある
- 圧痛のため押されることを拒む
- 長期間の痛み
- 左大巨穴付近の圧痛

最近、生体を流れている末梢血液を採取して1000倍程度の高倍率の位相差顕微鏡で血液像を観察することができるようになった。このようなことはLive Cell Analysis（ライブ・セル・アナリシス、生体細胞分析)と呼ばれている。
健康で血流の良い人の血液の場合、赤血球は丸くてシアル酸の外膜に覆われマイナスの電子を帯びていて、互いに癒合することはなく、血管内を快調に流れている。こうして身体に存在する20兆個ともいわれる細胞に対して酸素や栄養素を運ぶという重要な働きをしている。
ところが冷え性で瘀血をひきおこしている患者の血液の場合、もともとはマイナス電子を帯びていた赤血球が、酸化によってプラスの電荷をも帯び、コインを並べたように連なり（癒合）、その結果血流が悪くなる。また同時に身体でガードマン役を果たすはずの白血球が赤血球にとりかこまれるような形になって活動が阻害されている。つまり瘀血になると、全身への組織への酸素供給も悪くなり、その結果新陳代謝も低下し、身体も冷え、免疫も低下する。
赤血球は健康な状態であれば、毛細血管を通過する時でも自由に変形しスムースに通過するが、瘀血だとスムースに通過しなくなる。この状態だと脳梗塞や心筋梗塞を引き起こす危険性が高くなる。

## 判定の方法
- 皮膚・唇などが赤黒い。（赤ら顔）[1]
- 舌の裏の静脈の色が紫色になっている[1]。
- 出血しやすく、皮膚に赤黒い斑点が出やすい[1]。
- 肌が荒れ、化粧ののりが悪く、吹き出物が多い[1]。
- 下腹部がはっている。へその周りを押すと重苦しい感覚がある[1]。
- 便秘気味[1]
- 身体が冷えたり、ほてったりする[1]
- 生理の異常がある[1]。

## 治療について
かつては瘀血を直接とる方法として、刺絡やみずびる（水蛭）をはわせて吸血させることもあった。
漢方薬では駆瘀血剤（瘀血をとる薬）が用いられ、実証には桂枝茯苓丸・大黄牡丹皮・桃核承気湯など、虚証には当帰芍薬散・温経湯・四持湯などが代表的なものである。
中医では三七人参・紅花も用いられる。
鍼灸では症状に応じて膈兪穴・血海穴・郄門穴などの経穴が用いられている。

## 血流をよくする生活習慣
- 食事の取り方。腹7分目程度でおさえ、食べ過ぎない。ゆっくりよく噛んで食べることで、少なめに食べる[1]。
- 脂肪分や糖分の多いものは控える[1]。
- 野菜や海藻類（ワカメ、コンブ等々）をつとめて多めに摂る[1]。
- 良質の水を飲む[1]。
- よく身体を動かす（適度に運動する）[1]
- 便通を整える[1]
- コーヒーやたばこなどは控えめにする[1]。
- 過労を避ける[1]。
- 感謝の心を持ち（＝ものの考え方を変えることで心理的ストレスを減らし）快眠を確保する[1]。
- 血流をよくする食材を普段から食べるようこころがける[1]。